# Oktantal

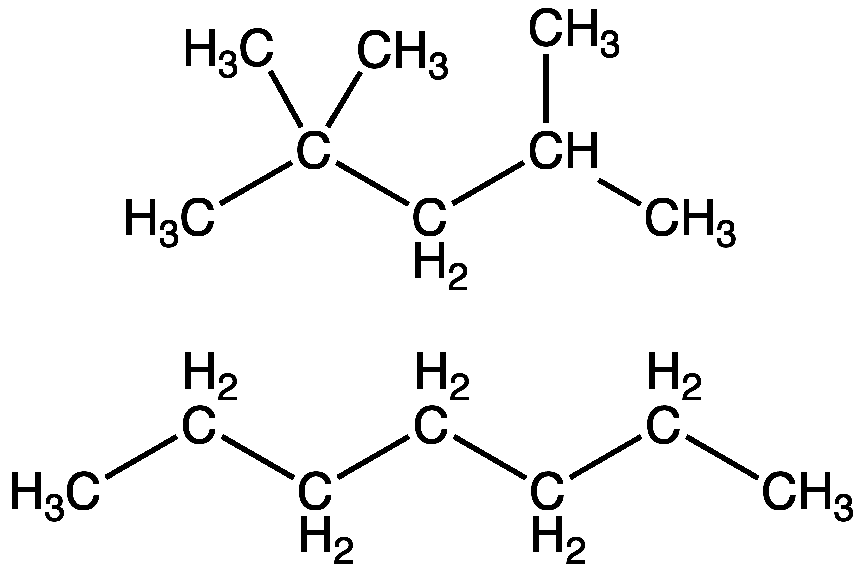
Strukturformler för de två kolväten som används för att definiera skalan för oktantal. Ovan 2,2,4-trimetylpentan (isooktan) med grenad kolkedja oktantalet 100. Nedan heptan (n-heptan) med rak kolkedja och oktantalet 0.

Oktantal är ett mått på ett bränsles förmåga att motstå temperatur och tryck utan att antändas. Så kallade knackningar uppstår i en ottomotor då för högt tryck eller temperatur gör att bränslet antänds för tidigt. Ett högre oktantal hos bränslet medför att det motstår tryck och temperatur bättre och därmed minskas risken för att motorn ska "knacka".
För att man ska kunna utnyttja ett bränsles energiinnehåll maximalt är det viktigt att bränslet inte orsakar knackningar. Om en ottomotor kan konstrueras för ett bränsle med högt oktantal så kommer motorns effekt att stiga samtidigt som dess energiförbrukning (bränsleförbrukning) sjunker.
Ogrenade alkaner har låga oktantal, det vill säga att de lätt orsakar knackningar då de har veka sekundära C-H-bindningar, medan grenade alkaner har kraftigare primära C-H-bindningar och därmed högre oktantal. Skalan för oktantalet utgår från kolvätena heptan (n-heptan enligt äldre nomenklatur), som tilldelas oktantalet 0, och 2,2,4-trimetylpentan, ofta kallat isooktan, som tilldelas oktantalet 100. Heptan är ett ogrenat kolväte, med alla kolatomer på rad, och isooktan är ett grenat kolväte, vilket ger dessa två föreningar olika egenskaper. Denna skala föreslogs först av Graham Edgar 1927. n-Heptan fanns på den tiden tillgängligt i ren form medan Edgar blev tvungen att tillverka isooktan syntetiskt. Anledningen till att dessa två kolväten valdes är att de har liknande kokpunkter. Man kan alltså variera volymförhållandet i blandningar av dessa två kolväten och således få olika oktantal medan kokpunkten förblir relativt konstant.

## Samband mellan oktantal och kompression
Av 11 bilmodeller med kompressionsförhållande 9:1 rekommenderade tillverkaren 98 oktan i åtta fall och 97 oktan i tre fall. Av 5 bilmodeller med kompression 7,9-8,2:1 rekommenderade tillverkaren 91 oktan i tre fall, 90 oktan i ett fall och 92 oktan i ett fall. Vid bilar med turbo behöver oktantalet för en viss kompression vara högre än för bilar utan turbo. Samband mellan oktantal och kompression för en provmotor för uppmätning av MON oktantal. Oktantal/kompression 89/7 86/6,6 82/6,2 75/5,8 67/5,4.

## Provmetoder
Det finns två laboratorietestmetoder för att mäta ett bränsles oktantal. Dessa är Research Octane Number (RON) och Motor Octane Number (MON), och de utförs båda med Cooperative Fuels Researchs förgasarförsedd encylindriga provmotor med variabel kompression. De standarder som reglerar detta är ISO 5164:2005 (RON) samt ISO 5163:2005, vilka kan användas för att mäta oktantal mellan 40 och 120. Vid provning blandar man ihop två referensbränslen (volymprocent isooktan i n-heptan), en med ett oktantal högre än förväntat och en med ett oktantal lägre. Man kör motorn på bränslet som ska testas och ställer in kompressionsförhållandet så att CFR-motorns knackindikator visar ett värde på 50. Referensbränslena ska nu testköras, och visar de 30-40 respektive 60-70 på knackindikatorn så anses testbränslets oktantal vara bestämt (eftersom testbränslet gav ett utslag på knackindikatorn mittemellan referensbränslenas utslag). Har vi använt referensbränslen på 97 respektive 99 oktan så har alltså provbränslet bestämts till 98 oktan.
RON ger värden som passar bäst vid låga motorvarvtal och mild knackning medan MON passar bäst med höga motorvarvtal, höga temperaturer och dellast. RON ger högre värden än MON och skillnaden mellan dessa två kallas känslighet. (RON + MON)/2 kallas AKI AntiKnockIndex eller "AON Average Octane Number" (Pump Octane Number, PON).
Det finns även en tredje mätmetod kallad Road Octane Number, RdON. Med denna metod utför man istället mätningar i provbilar. Även i detta fall används isooktan och n-heptan som referens. Normalt krävs 10-15 provbilar, helst av olika typ för att oktantalet ska kunna fastställas med tillräcklig säkerhet.
För handelsbensin i Europa är det RON som anges på pumpen medan man i USA och Kanada använder PON. I bränslets kravspecifikation finns dock krav på RON såväl som MON.
Oktantalet för bensin kan höjas med flera olika oktanhöjande tillsatser, till exempel tetraetylbly använt i Sverige 1946-1994.(förbjudet i Sverige sedan 1995).

## Olika bränslens oktantal
I Sverige saluförs motorbensin med oktantal 95 och 98. Tidigare förekom även bensin med oktantal 93, 94, 96, 97, 99 och 100 (Shells bensin V-Power var tidigare 99 oktan men är sedan juni 2011 sänkt till 98 oktan). E85 har ett oktantal på 104.

### Historia bilbensin
Oktantalet på bilbensin har ökat genom historien för att kunna använda högre kompression och därmed få högre verkningsgrad. År 1930 var kompressionen på en USA-tillverkad bil ca 5:1, år 1947 hade den ökat till 7:1. På 1930-talet låg oktantalet på bilbensin inom området 62-72.  År 1946 började 79-oktanig blyad bensin säljas i Sverige. Denna skulle enligt lag vara färgad röd, blå eller grön. År 1955-1957 hade "regularbensin" i Sverige ett oktantal (RON) på 83 och "premiumbensin" i Sverige ett oktantal (RON) på 93. År 1959 ökades oktantalen, och var för regularbensin 87 oktan och för premiumbensin 97 oktan. År 1963 fanns en mängd olika oktantal att köpa i Sverige från 90 oktan till 100 oktan. Den 100-oktaniga bensinen hade introducerats detta år. Ett bensinbolag hade pumpar som blandade två sorters bensin och kunde därmed sälja bensin med 90, 93, 95, 98 och 100 oktan från samma pump. På 1970-talet var följande benämningar vanliga: regular (93/94 oktan), premium (96/97 oktan) och super (99/100 oktan).

### Historia flygbensin
Flygbensinens oktantal har legat högre än bilbensin eftersom högre kompression användes i flygmotorer. År 1946 fanns följande oktantal för flygbensin i Sverige: 100, 91, 87, 80 och 73. De fyra första var blyade och den sista blyfri.